# Neottiglossa trilineata
Neottiglossa trilineata är en insektsart som först beskrevs av Kirby 1837.  Neottiglossa trilineata ingår i släktet Neottiglossa och familjen bärfisar. Inga underarter finns listade i Catalogue of Life.